# もえぎ文庫ピュアリー
もえぎ文庫ピュアリー（もえぎぶんこピュアリー）は、学研パブリッシングが発行する日本のティーンズ向け乙女系とBL系を扱う文庫本レーベル。同社のもえぎ文庫の姉妹レーベル。

## 概要
2007年3月創刊。2007年は季刊（3、6、9、12月）だったが、2008年2月から隔月（偶数月）で2010年2月まで刊行していた。

## 作品タイトル

### 乙女系
- キスとDO-JIN!（著者：小林来夏/イラスト：由良）
  - 王子様はカリスマ大手!?
  - お兄様はTAXフリー!?
  - 同級生は801嫌い!?
  - コピーキャットにご用心!?
  - オタク王子のあぶない誘惑!?
- 執事喫茶クローバーへようこそ （著者：大月はじめ/イラスト：山本景子）
- 半熟退魔師シリーズ（著者：池戸裕子/イラスト：香坂ゆう）
  - 半熟退魔師はおとしごろ!〜くちづけは永遠（とわ）の誓い〜
  - 半熟退魔師、花嫁になる?!〜黒の貴公子、赤の守護者〜
- モテMAX! 恋は突然舞いおりる（著者：森山侑紀/イラスト：如月芳規）

### BL系
- 甘くてごめんね（著者：南原兼/イラスト：旭炬）
- アルキメデスの恋愛原理（著者：南原兼/イラスト：ミユキルリア）
- 吸血鬼（ヴァンパイア）のシリーズ（著者：加納邑/イラスト：ホシザイン）
  - 吸血鬼のごちそう!?
  - 吸血鬼のペット!?
  - 吸血鬼のお嫁さん!?
- おキツネ嫁入り綺譚（著者：水島忍/イラスト：サマミヤアカザ）
- 可愛い執事の育て方（著者：松岡裕太/イラスト：サマミヤアカザ）
- 騎士はそれを我慢できない（著者：南原兼/イラスト：ぱん太）
- 下克上は恋の華!（著者：大槻はぢめ/イラスト：ミユキルリア）
- 純情プリンス☆奮闘記 先生はセブンスガーディアン（著者：大月はじめ/イラスト：おもて空良）
- 職業、抱き枕!?（著者：松岡裕太/イラスト：ホームラン・拳）
- 生徒会長は今日も憂鬱（著者：森本あき/イラスト：サマミヤアカザ）
- セーラー服男子★学園潜入捜査（著者：水島忍/イラスト：ぱん太）
- 憑いてる純愛（著者：水島忍/イラスト：サマミヤアカザ）
- デビジェル・クロニクルシリーズ（著者：津田彩葉/イラスト：左近堂絵里）
  - 闇の封印、甘い傷跡
  - 凶暴な天使の純愛
  - 理不尽な君の支配
  - 傲慢な魔王の恋縛
  - 魔天使は永遠の恋を抱く
- ド「S」な執事様（著者：加納邑/イラスト：ホシザイン）
- ド「麗」な執事様（著者：加納邑/イラスト：ホシザイン）
- 花嫁は男子校の帝王（著者：南原兼/イラスト：サマミヤアカザ）
- 薔薇の王は棘を愛でる（著者：南原兼/イラスト：ぱん太）
- 秘恋〜騎士イリスの物語〜（著者：池戸裕子/イラスト：ホシザイン）
- 秘密がある♥シリーズ（著者：南原兼/イラスト：旭炬）
  - 男の子には秘密がある♥
  - 片想いには秘密がある♥
  - 寝技には秘密がある♥
- 調教師（マスター）は愛を教える（著者：池戸裕子/イラスト：旭炬）
- 魔法使いとラブレッスンシリーズ（著者：水島忍/イラスト：サマミヤアカザ）
  - 魔法使いとラブレッスン
  - 〜忘却のラビリンス〜
  - 〜砂塵の彼方に〜
- ミッシング･ロード（著者：高月まつり/イラスト：明神翼）
  - 世界を超えて君を呼ぶ
  - 薔薇に抱かれまどろむ秘密
  - 漆黒のオリジンを語れ
  - 揺らぐ世界の道理の果てに
  - そして君は世界を選ぶ
- 妖精学園フェアラルカ♥シリーズ（著者：南原兼/イラスト：月本てらこ）
  - 双子のシルフにご用心
  - ダーリンは眠りの精
  - フィアンセは花の王子
  - 迷子の恋はミルフィーユ
  - おまえのハートを暴いてやるぜ!